# Universitat de Kyoto
La Universitat de Kyoto (京都大学; Kyōto Daigaku, abreujat com 京大 Kyōdai) a Kyoto, Japó, és la segona universitat més antiga del Japó. Va ser fundada el 1897. En el Rànquing de Xangai de 2021 estava classificada com la 37a del mon,
Han estat guardonats amb el premi Nobel Hideki Yukawa, Shinichiro Tomonaga, Kenichi Fukui, Susumu Tonegawa i Ryoji Noyori.

## Història
La precursora de la Universitat de Kyoto va ser l'Escola de Química (舎密局, Seimi-kyoku) fundada a Osaka el 1869, que, malgrat el seu nom, també va ensenyar física. Més tard, la Tercera Escola Superior (第三髙等學校, Daisan-kōtō-gakkō), es va establir al lloc de Seimi-kyoku el 1886, després es va traslladar a l'actual campus principal de la universitat el mateix any.
La Universitat Imperial de Kyoto (京都帝國大學, Kyōto-teikoku-daigaku) com a part del sistema de la Universitat Imperial es va establir el 18 de juny de 1897, utilitzant els edificis de la Tercera Escola Superior. L'escola superior es va traslladar a una parcel·la de l'altra banda del carrer, on es troba avui el campus sud de Yoshida, i es va integrar a la Universitat de Kyoto el maig de 1949 i es va convertir en la Facultat d'Arts Liberals el setembre de 1949. El mateix any de la creació de la universitat, es va fundar el Col·legi de Ciència i Tecnologia. El Col·legi de Dret i el Col·legi de Medicina es van fundar el 1899, el Col·legi de Lletres el 1906, ampliant les activitats de la universitat a àrees fora de les ciències naturals.
Després de la Segona Guerra Mundial, l'actual Universitat de Kyoto es va establir fusionant la universitat imperial i l'Escola de Tercer Nivell, que va assumir el deure d'ensenyar arts liberals com a Facultat d'Arts Liberals (教養部, Kyōyō-bu). La facultat es va dissoldre amb la fundació de la Facultat d'Estudis Humans Integrats (総合人間学部, Sōgō-ningen-gakubu) el 1992.
La Universitat de Kyoto s'ha incorporat des de 2004 com a corporació universitària nacional sota una nova llei que s'aplica a totes les universitats nacionals.
Malgrat la incorporació que ha donat lloc a una major independència financera i autonomia, la Universitat de Kyoto encara està en part controlada pel Ministeri d'Educació del Japó (文部科学省, Monbu-kagaku-shō).
El Departament de Geofísica de la universitat i el seu Institut d'Investigació en Prevenció de Desastres estan representats al Comitè Nacional de Coordinació per a la Predicció de Terratrèmols.

## Campus
La universitat té tres campus a Yoshida, Kyoto; a Katsura, Kyoto; a Gokashō, Uji. El campus de Yoshida és el campus principal, amb alguns laboratoris situats a Uji. L'Escola de Postgrau d'Enginyeria està actualment en procés de traslladar-se al campus de Katsura, de nova construcció.

## Rànquings
La Universitat de Kyoto és considerada una de les universitats més prestigioses del Japó, i se situa constantment en segon lloc al Japó i entre les deu primeres a Àsia per l'Academic Ranking of World Universities, el Times Higher Education, i el QS World University Rankings.
La universitat va ocupar el tercer lloc el 2008 i el 2010 en el rànquing "Universitats realment fortes" de Toyo Keizai. En un altre rànquing, l'escola preparatòria japonesa Kawaijuku va classificar Kyodai com la segona millor universitat del Japó.

## Alumnes destacats
Entre els seus alumnes i professors més destacats es troben onze guanyadors del Premi Nobel, els guanyadors de la Medalla Fields Heisuke Hironaka (1970) i Shigefumi Mori (1990) i un guanyador del Premi Carl Friedrich Gauss Kiyosi Itô. A més, la professora contra les conspiracions de vacunes va rebre el premi John Maddox: Riko Muranaka, guanyadora el 2017 pel seu combat contra la vacunació anti-VPH.

Guardonats amb el Premi Nobel
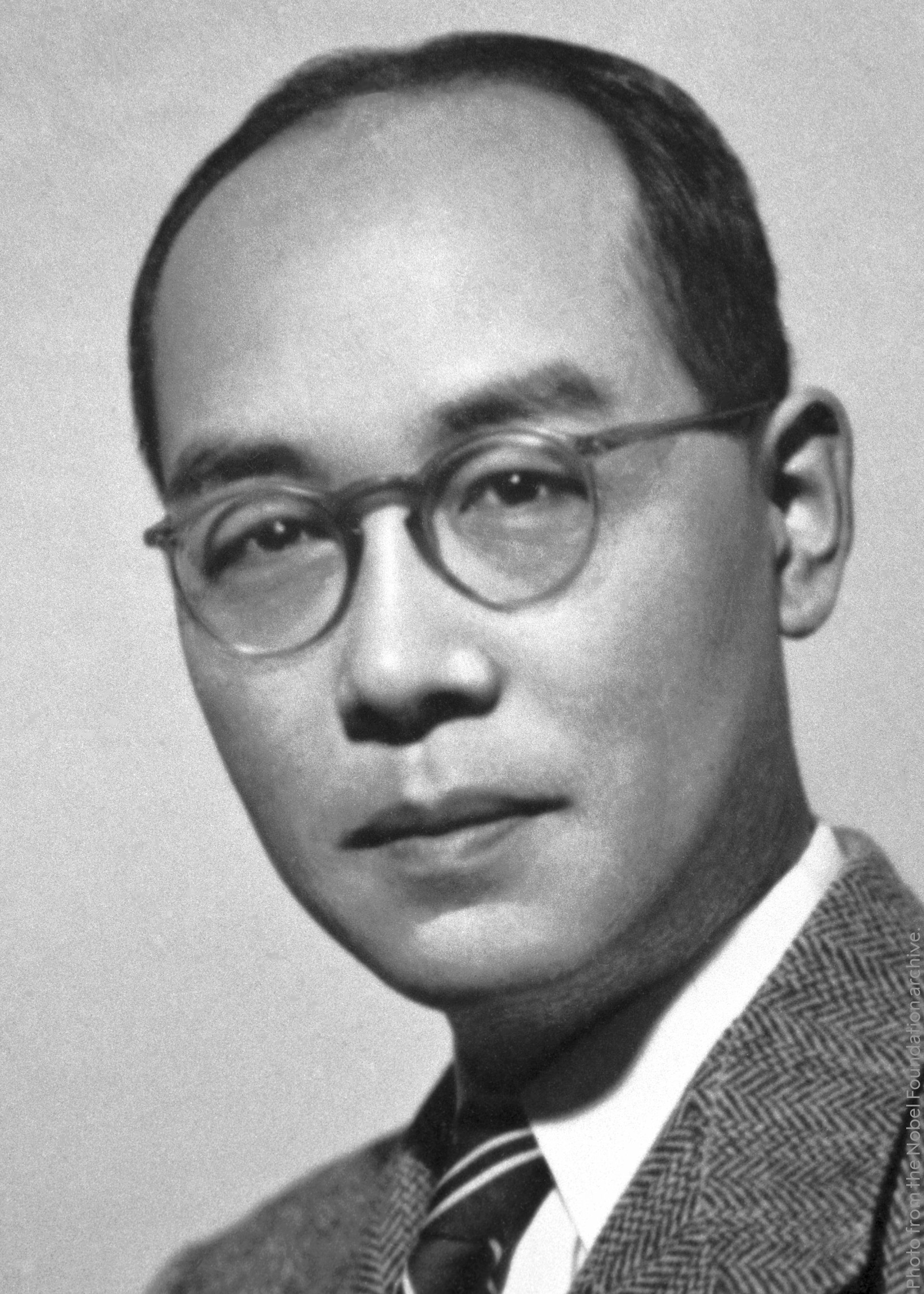
Hideki Yukawa, física, 1949
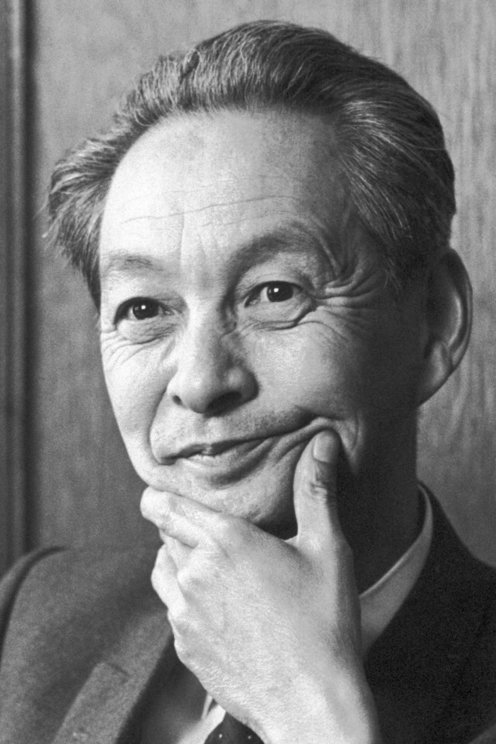
Shinichiro Tomonaga, física, 1965
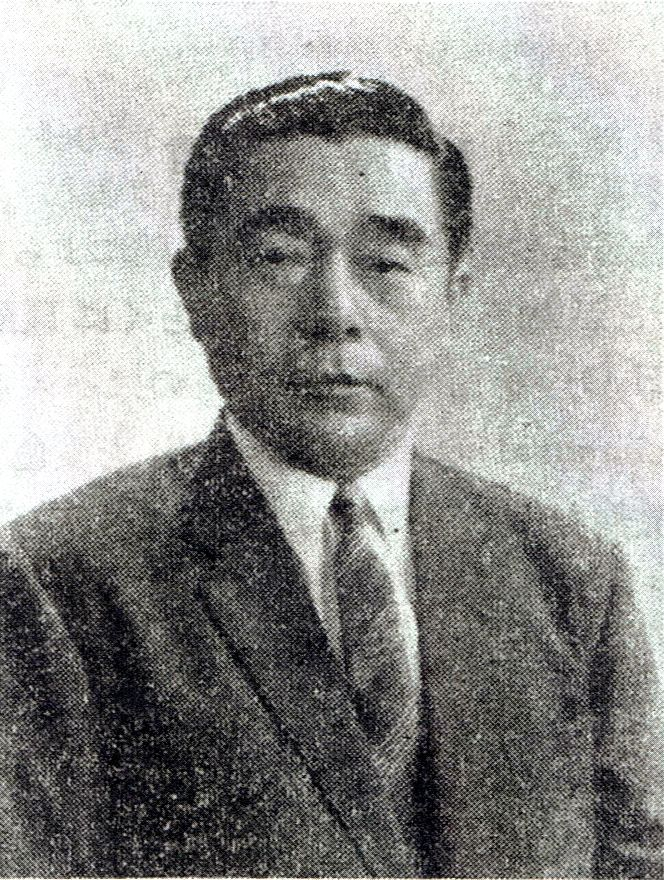
Kenichi Fukui, química, 1981
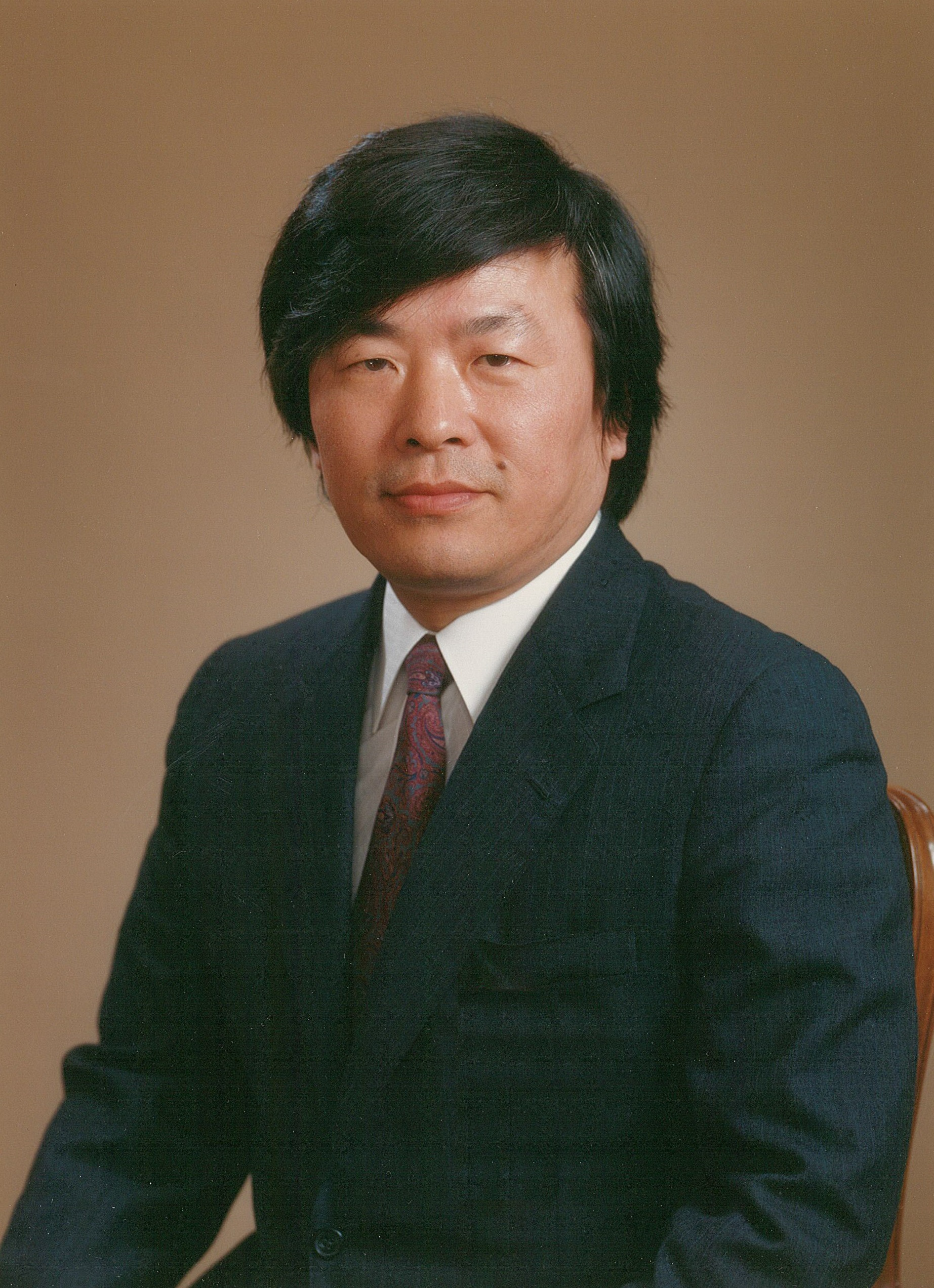
Susumu Tonegawa, fisiologia o medicina, 1987
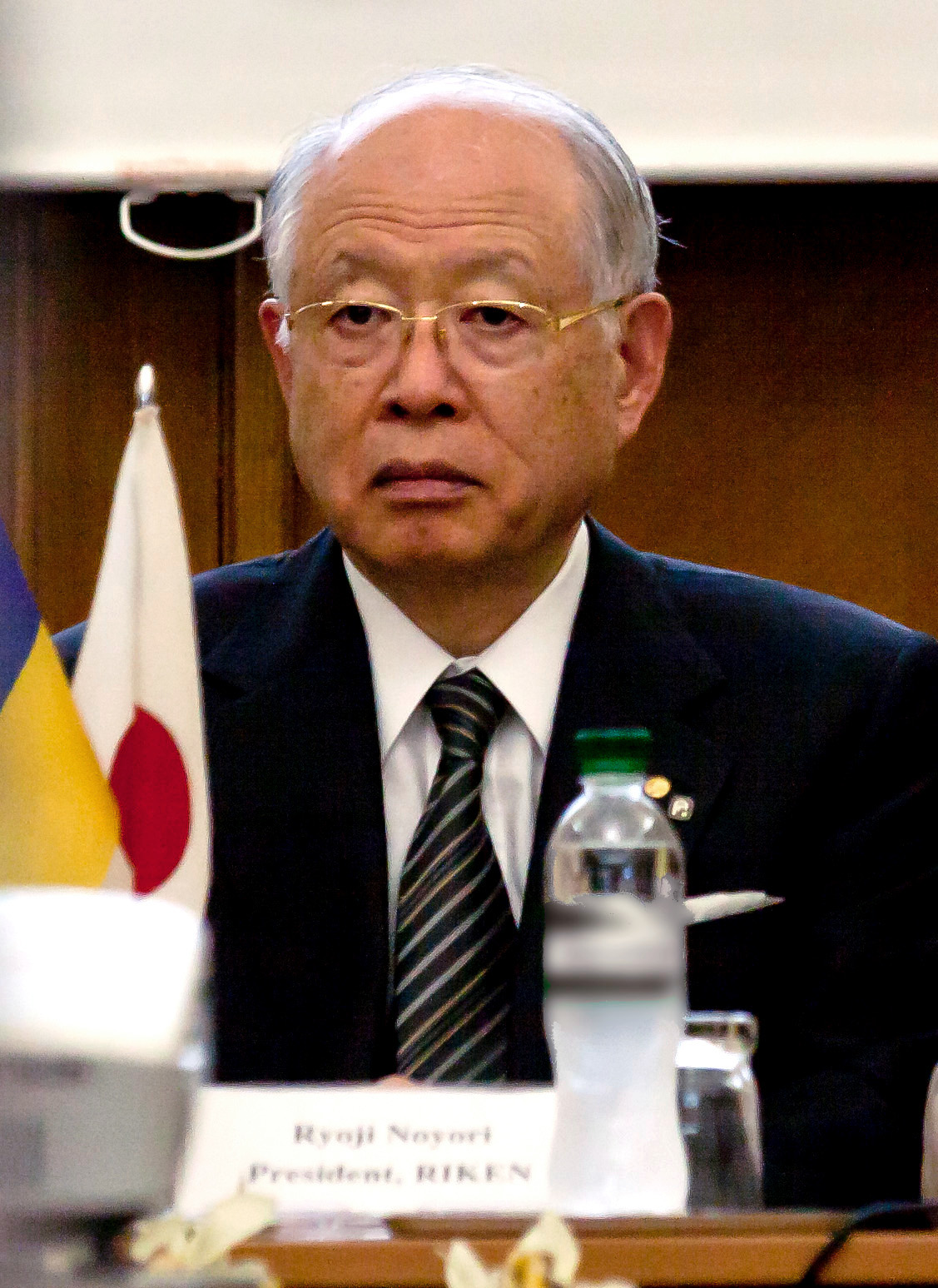
Ryōji Noyori, química, 2001
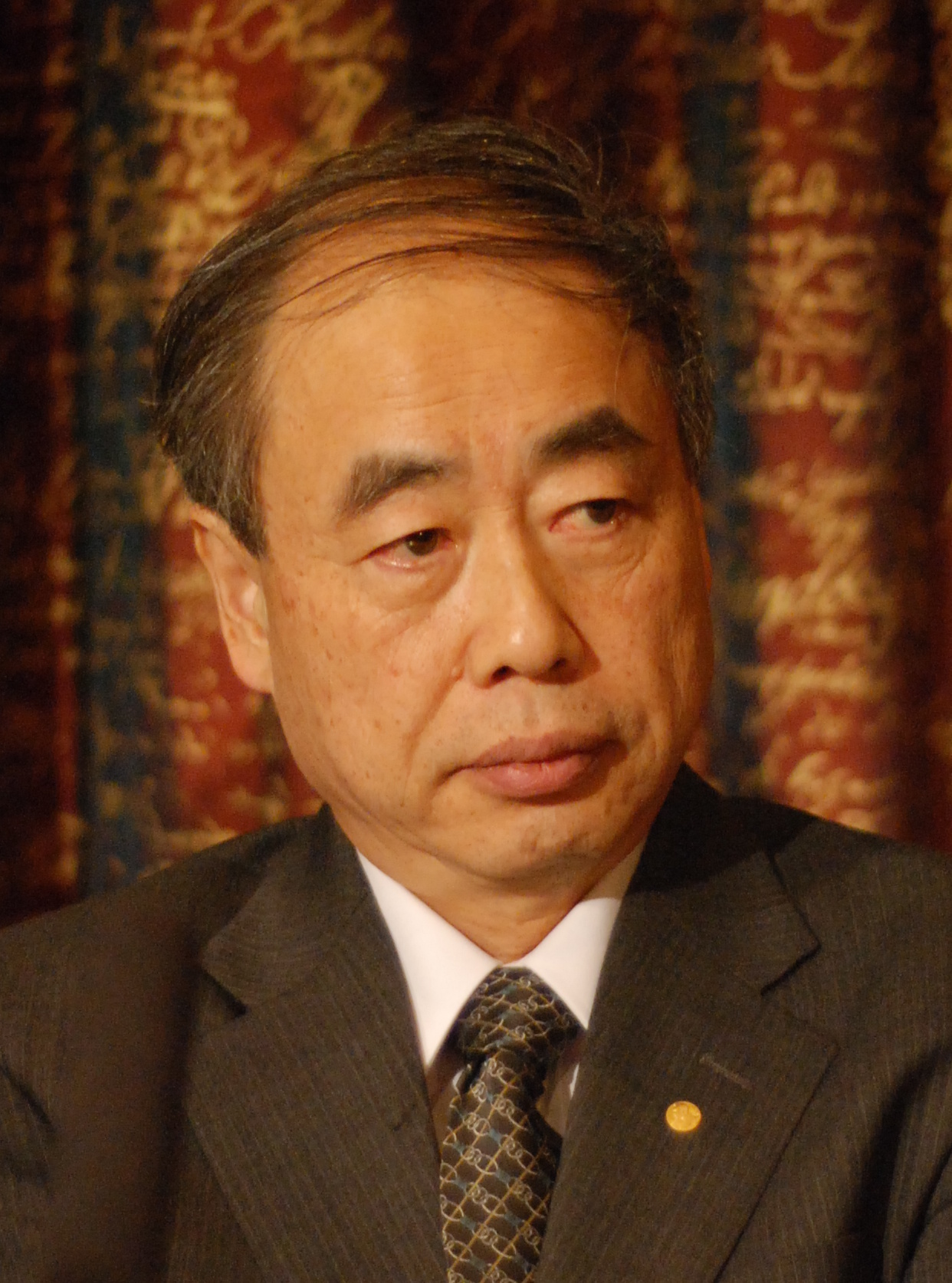
Makoto Kobayashi, física, 2008
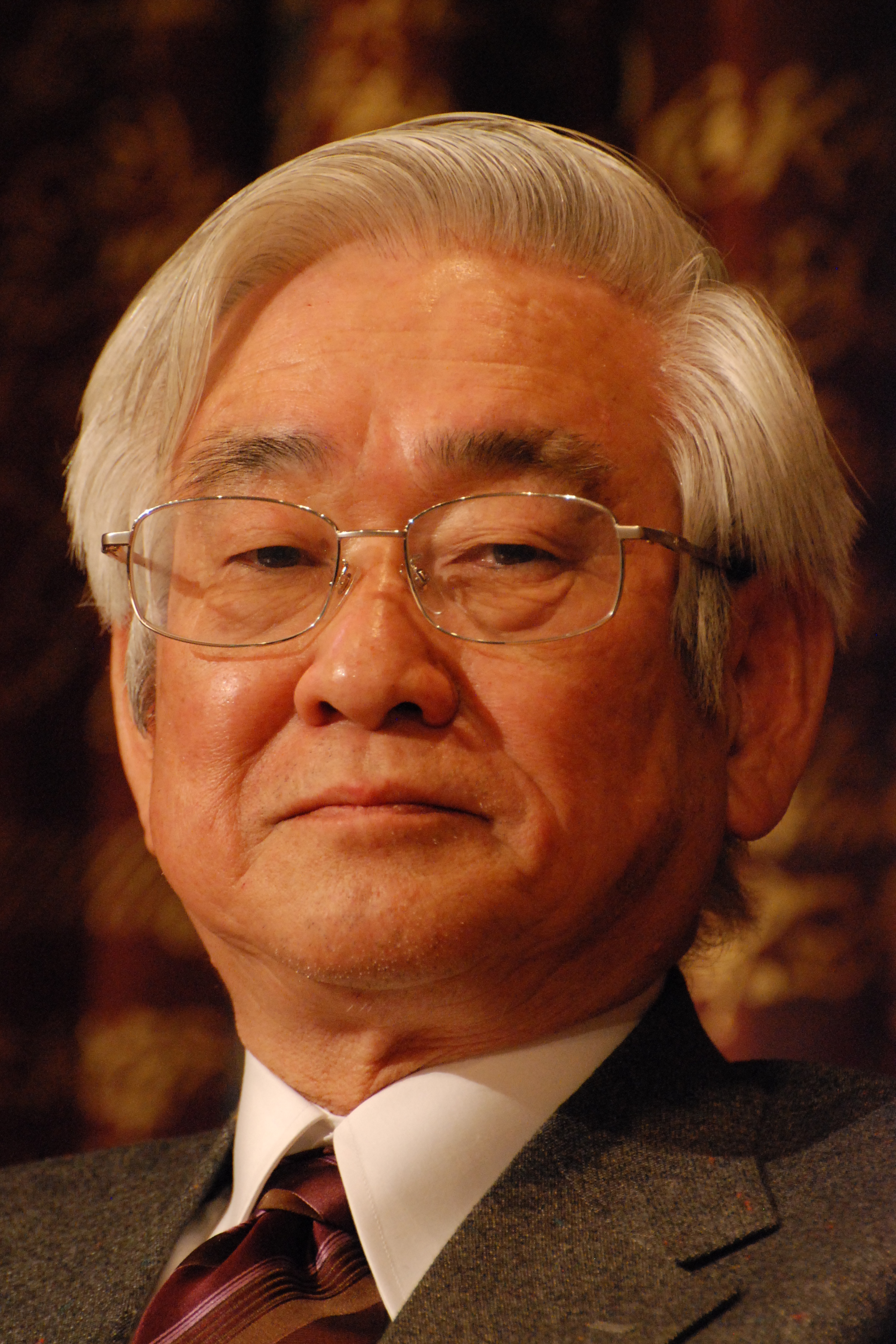
Toshihide Maskawa, física, 2008
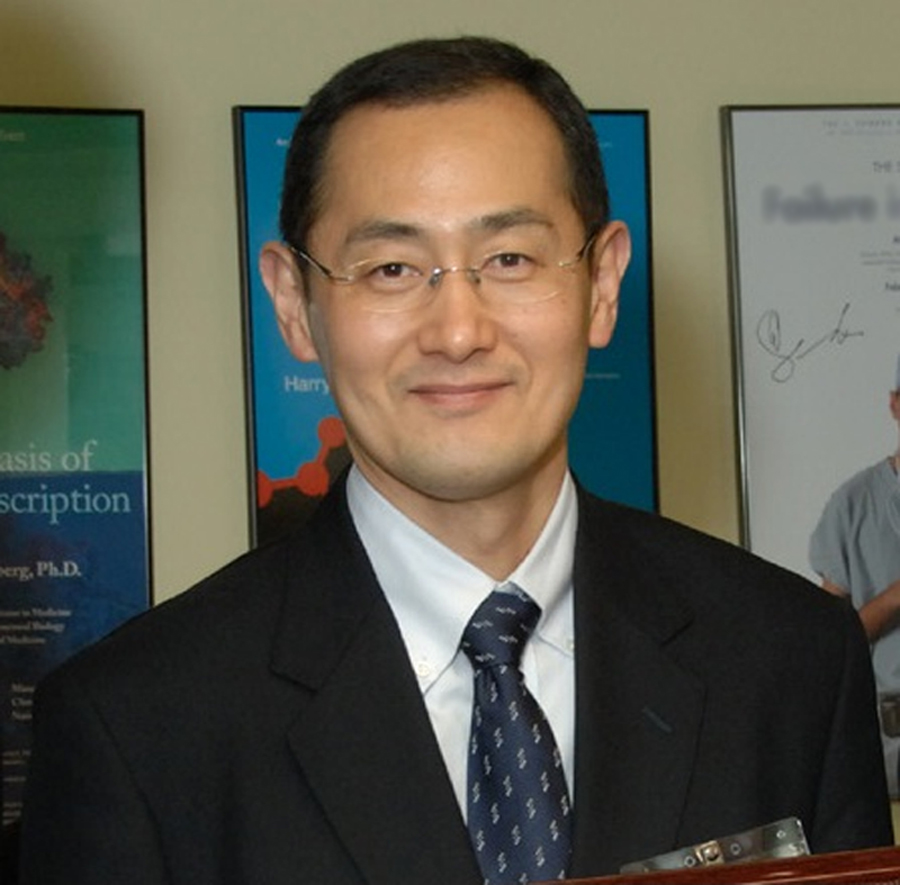
Shinya Yamanaka, fisiologia o medicina, 2012
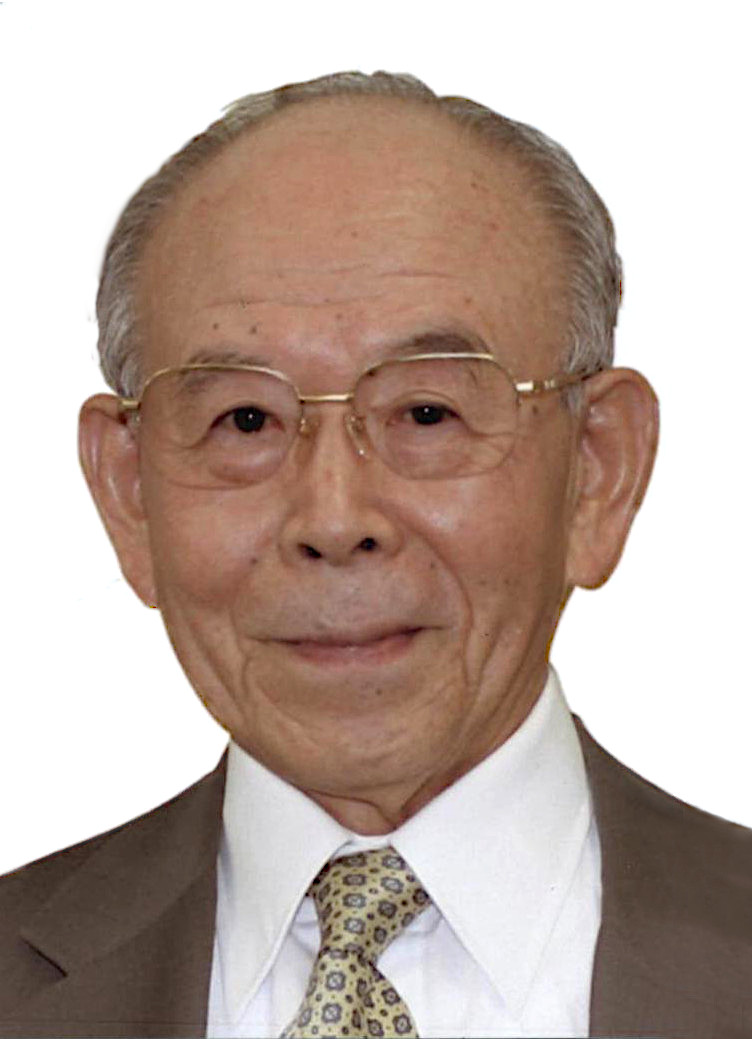
Isamu Akasaki, física, 2014
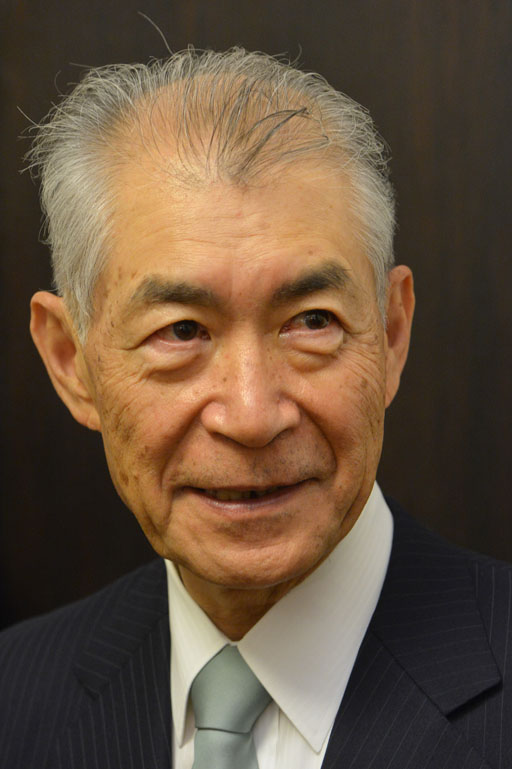
Tasuku Honjo, fisiologia o medicina, 2018
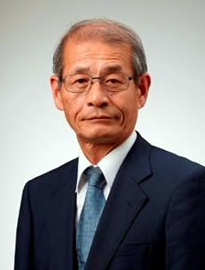
Akira Yoshino, química, 2019